# Laperdiguera
Laperdiguera (aragónul A Perdiguera) település Spanyolországban, Huesca tartományban. Laperdiguera Torres de Alcanadre, Pertusa, Laluenga és Berbegal községekkel határos. Lakosainak száma 88 fő (2024).

## Népesség
A település népessége az utóbbi években az alábbiak szerint változott:
| Lakosok száma | 105  | 103  | 101  | 102  | 102  | 94   | 92   | 91   | 92   | 88   |
|               | 2001 | 2004 | 2006 | 2009 | 2011 | 2014 | 2016 | 2019 | 2021 | 2024 |